# Móra d'Ebre
Móra d'Ebre è un comune spagnolo di 4 612 abitanti situato nella comunità autonoma della Catalogna.

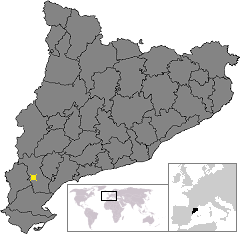
Localizzazione di Móra d'Ebre